# VanMoof

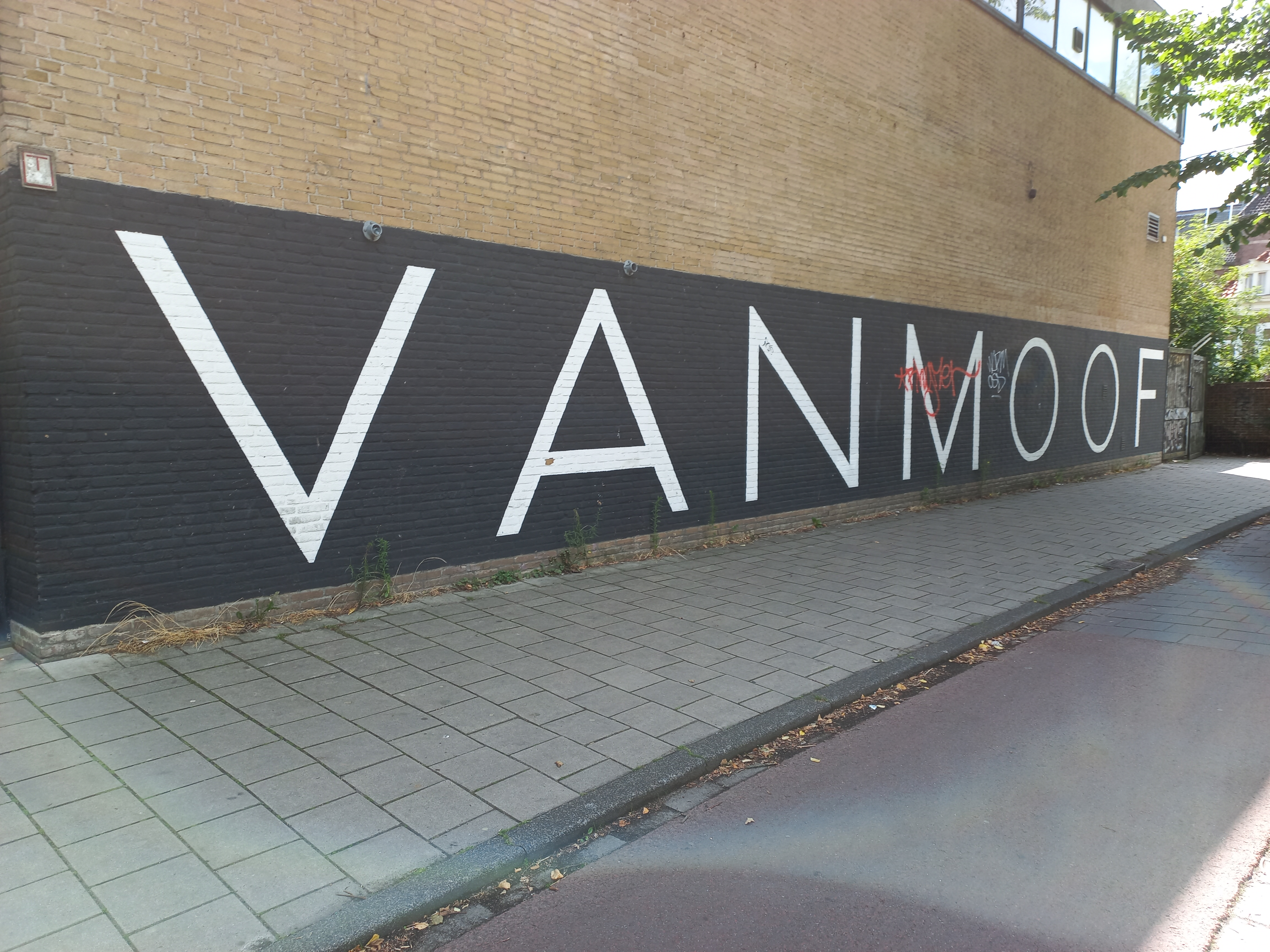
VanMoof-vestiging Mauritskade Amsterdam (juli 2023)

VanMoof is een Nederlands fietsmerk van fietsen en elektrische fietsen, die bekend staan om hun minimalistische ontwerp. De naam VanMoof is een verhaspeling van het Engelse move. De naam MOOF was al in gebruik, waardoor het VanMoof werd. Het bedrijf is wereldwijd actief in 25 landen. Sinds 2023 is VanMoof eigendom van McLaren Applied, als onderdeel van het merk Lavoie.

## Geschiedenis
VanMoof is een Amsterdams bedrijf dat in 2009 werd opgericht door de broers Taco en Ties Carlier. De broers hadden een duidelijke visie voor VanMoof: ze wilden stadsfietsen opnieuw uitvinden en een alternatief bieden voor de auto in stedelijke omgevingen. Het bedrijf had de eerste jaren veel succes. Ondanks de relatief hoge aanschafprijzen viel het ontwerp van de fietsen in de smaak en ze werden al snel als trendy beschouwd. Na enkele jaren concentreerde VanMoof zich geheel op e-bikes.

### Problemen
In de periode na 2020 ondervond VanMoof verschillende uitdagingen. Er waren meldingen van productie- en leveringsproblemen, met name met betrekking tot het model VanMoof S3. Klanten meldden ook lange levertijden en problemen met de beschikbaarheid van onderdelen voor reparaties. Alle onderdelen van de fietsen maakten deel uit van het eigen ontwerp. Daardoor konden reparaties niet door "gewone" fietsenmakers worden verricht, maar alleen door "certified workshops" of "hubs" van VanMoof zelf. Dat wachttijden hierdoor opliepen terwijl reparaties relatief vaak nodig waren, droeg bij aan een toenemende ontevredenheid bij de klanten.
In 2021 leed het bedrijf een verlies van €70 miljoen bij een omzet van ruim €90 miljoen. Er was kritiek op de manier waarop VanMoof met klanten en personeel communiceerde over de problemen van het bedrijf. Beweerd werd dat VanMoof fietsen verkocht voordat ze volledig ontwikkeld en/of geproduceerd waren. VanMoof haalde ook geld op via crowdfunding, maar er waren problemen met het nakomen van rentebetalingen aan investeerders. Dit leidde tot verdere financiële druk op het bedrijf.

### Faillissement
Op 12 juli 2023 sloot VanMoof al zijn Europese winkels en vroeg uitstel van betaling aan. Het bedrijfsmodel en het productieproces werden beschouwd als oorzaken van het debacle. Het faillissement van de Nederlandse tak werd door de Rechtbank Amsterdam uitgesproken op 18 juli 2023. De curatoren gingen op zoek naar mogelijkheden voor een doorstart, in de eerste plaats om reparaties en onderdelenvoorziening weer op gang te brengen.

### Overname
Na het faillissement in 2023, werd VanMoof overgenomen door Lavoie, een fabrikant van luxe elektrische steps. Onder nieuw management, waaronder Eliott Wertheimer en Nick Fry, richt VanMoof zich op een comeback met een vernieuwd aanbod, inclusief een elektrische step. Deze step, oorspronkelijk ontwikkeld als 'Series 1' door Lavoie, zal worden verkocht onder de VanMoof merknaam, met aanpassingen in kleur, materialen en afwerkingen. Daarnaast wordt de beschikbaarheid van vervangende onderdelen voor de meer dan 200.000 bestaande e-bikes van VanMoof vergroot.

## Ontwerp
Zowel de lampen als het slot, de gsm-technologie, bluetooth en een display zijn geïntegreerd. De herenfietsen hebben een frame met een kenmerkende doorlopende overmaatse bovenbuis met daarin het voor- en achterlicht verwerkt. Het bedrijf kreeg in 2011 voor het ontwerp van de Düsenjäger een Red Dot Design award. In 2020 won het dezelfde prijs met het ontwerp van de modellen S3 en X3.